# Ptychadena trinodis
Espèce
Synonymes
- Rana trinodis Boettger, 1881

Statut de conservation UICN

 LC  : Préoccupation mineure
Ptychadena trinodis est une espèce d'amphibiens de la famille des Ptychadenidae.

## Répartition
Cette espèce est endémique du centre de l'Afrique. Elle se rencontre au Bénin, au Cameroun, en Côte d'Ivoire, en Gambie, au Ghana, en Guinée, au Mali, en Mauritanie, au Nigeria, en République centrafricaine, en République démocratique du Congo, au Sénégal, au Tchad et au Togo. Sa présence est incertaine au Burkina Faso, en Guinée-Bissau, au Niger, en République du Congo, en Sierra Leone et au Soudan,.

## Description
Ptychadena trinodis mesure entre 42 et 57 mm, voire jusqu'à 60 mm. Son dos est brun ou gris avec des taches noires. Son ventre est blanchâtre ou gris avec parfois des taches noires au niveau de la gorge. Les reproducteurs sont tachetés de sombre.

## Publication originale
- Boettger, 1881 : Aufzählung der von Frhrn. H. und Frfr. A. von Maltzan im Winter 1880/81 am Cap Verde in Senegambien gesammelten Kriechthiere. Abhandlungen der Senckenbergischen Naturforschenden Gesellschaft, Frankfurt am Main, vol. 12, p. 393-418 (texte intégral).